# سوژو آی‌اف‌اس
سوژو آی‌اف‌اس (انگلیسی: Suzhou IFS) ساختمان اداری ۹۵ طبقه مستقر در شهر جیانگسو، چین است، که در سال ۲۰۱۹ احداث گردید.